# Algérianisme
 (juin 2023).
Si vous disposez d'ouvrages ou d'articles de référence ou si vous connaissez des sites web de qualité traitant du thème abordé ici, merci de compléter l'article en donnant les références utiles à sa vérifiabilité et en les liant à la section « Notes et références ».

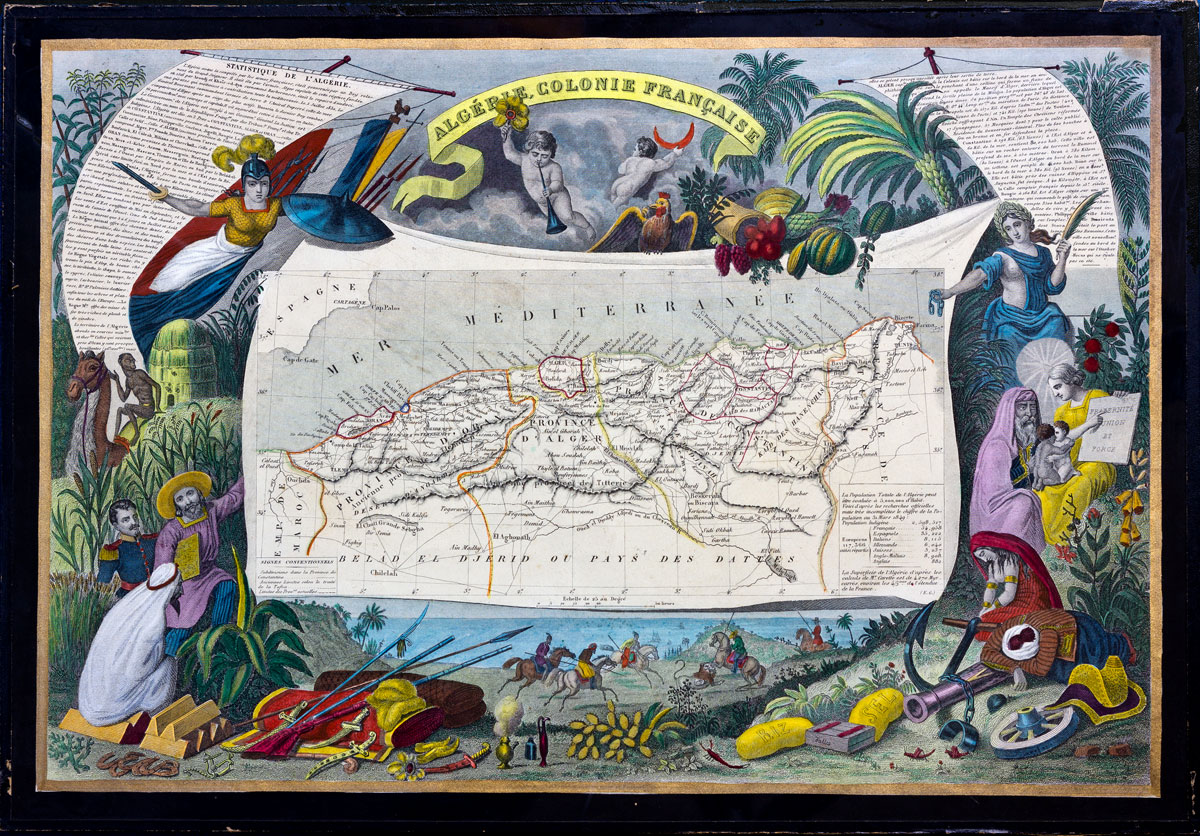
Levasseur-Victor, Algérie, Colonie française (1849)

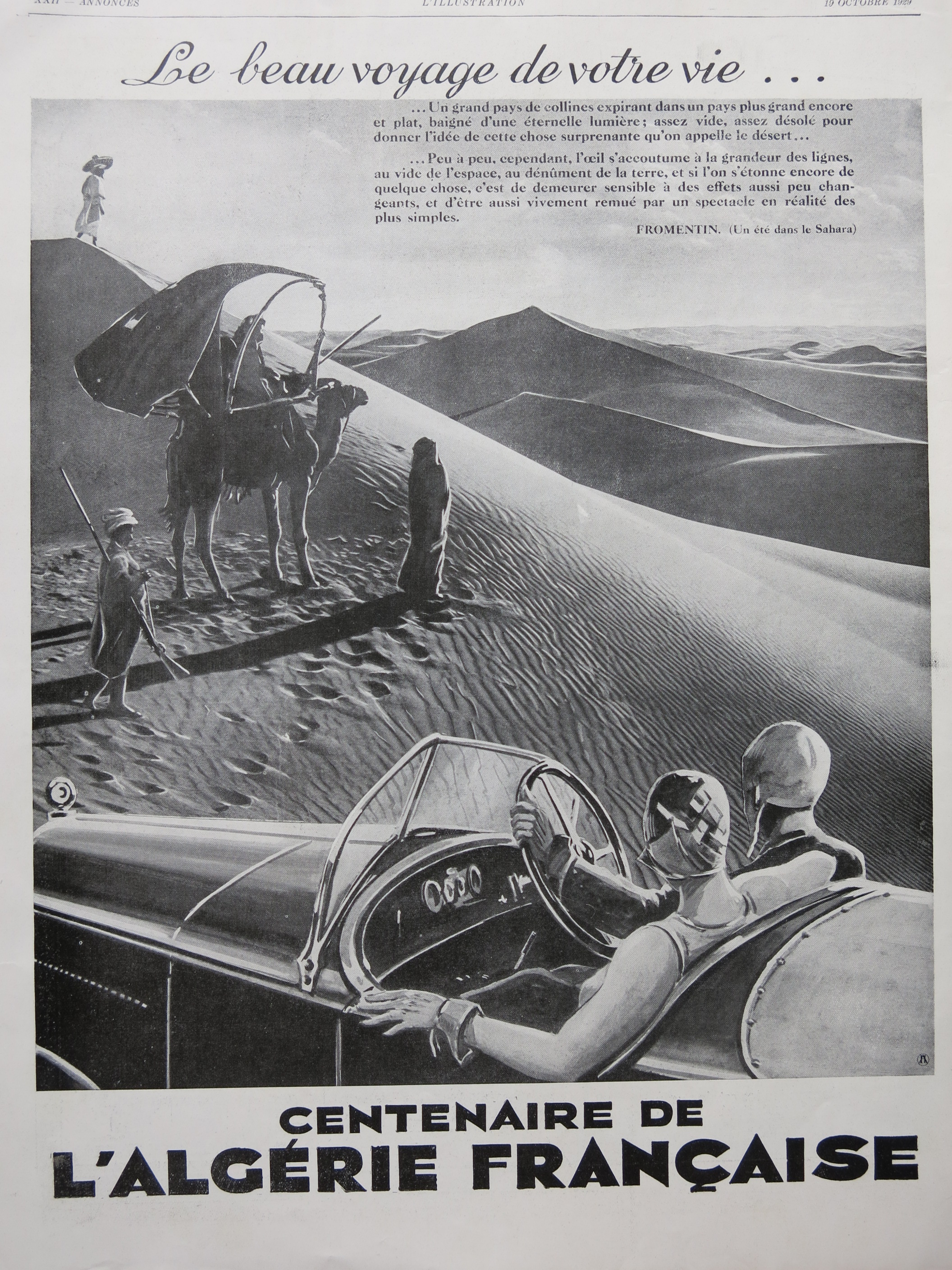
Tourisme en Algérie pour le centenaire de l'Algérie Française (1929)

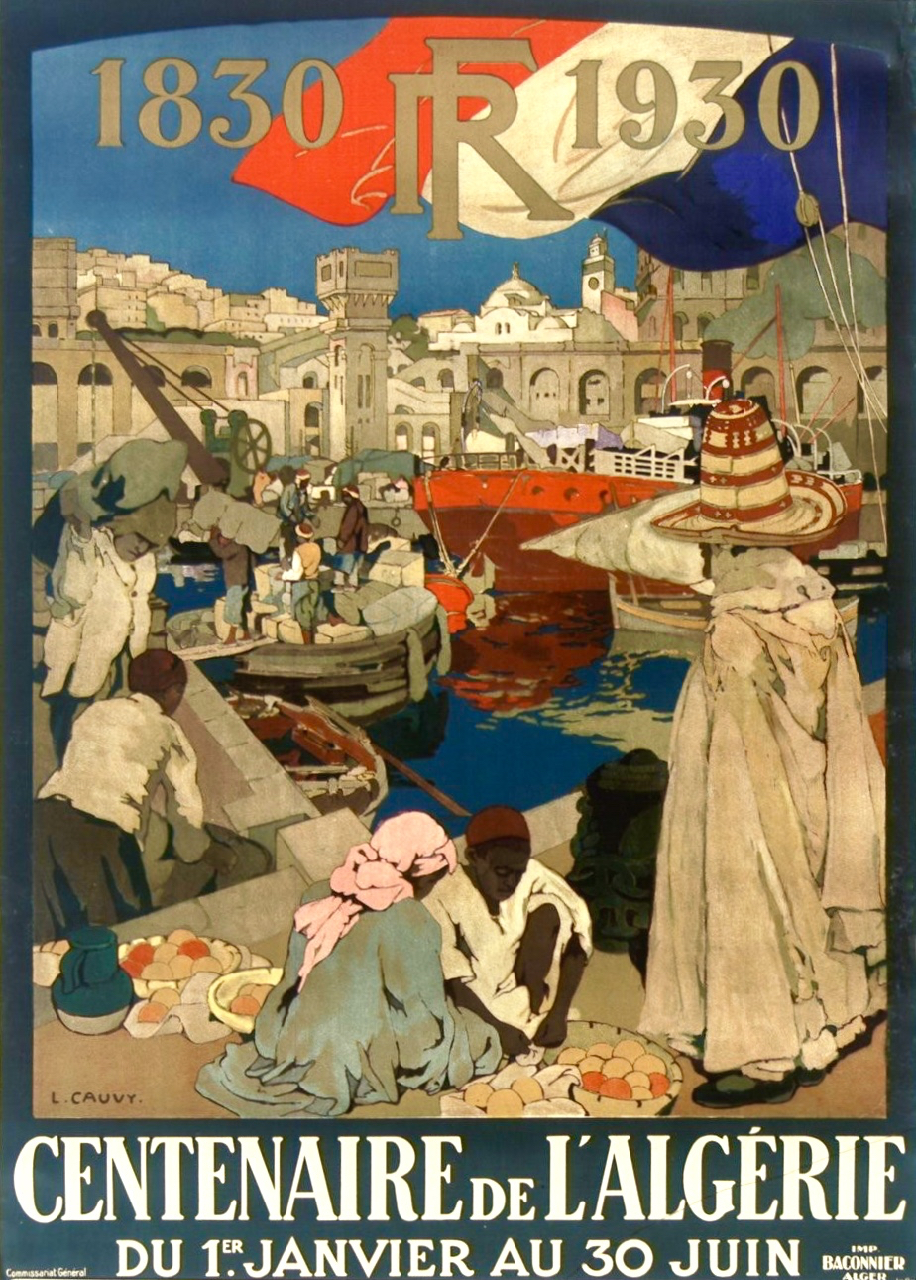
Affiche du Centenaire de l'Algérie, 1930.

L’algérianisme est un mouvement intellectuel et culturel né en Algérie française, dans la première moitié du XXe siècle, en milieu social d'origine européenne, de langue française, principalement urbain.
Il est différent de toute forme de résistance algérienne à la colonisation française (avant 1900), ou de nationalisme algérien,, arabo-musulman et/ou berbère : Jeunes-Algériens (mouvance Nahda, vers 1900), Mouvement national algérien (vers 1920), Étoile nord-africaine (1926), Association des oulémas musulmans algériens (1931), Nationalisme maghrébin, Parti communiste algérien (1936), Parti du peuple algérien (1937), Amis du manifeste et de la liberté (1944), Mouvement pour le triomphe des libertés démocratiques (1946), Union démocratique du Manifeste algérien (1946), Front de libération nationale (1954).

## Contexte et nom du mouvement

### Algérie et contexte du mouvement
Le terme « algérianisme » est dérivé du nom « Algérie », lequel provient du nom d'Alger (du catalan Aldjère, de l'arabe Djezaïr).
La dénomination officielle française de l'Algérie évolue de la manière suivante : Régence d'Alger (1516-1830), « Possessions françaises du Nord de l'Afrique » (1830-1839), puis « Algérie » (à partir du 14 octobre 1839, par décret du roi Louis-Philippe).
Après la conquête de l'Algérie par la France (à partir de 1830), entre 1860 et 1900, le solde migratoire de l'Algérie reste élevé, du fait du maintien des migrations européennes. Un enjeu de l'algérianisme est la manière dont ces nouveaux habitants (d'origine principalement française, italienne, espagnole, mahonnaise, maltaise) se nomment et se considèrent collectivement.
En 1930, la célébration du centenaire de l'Algérie française,, supposé en constituer un aboutissement, et la consécration, en est plutôt le chant du cygne, tout comme l'Exposition coloniale internationale (Paris, 1931) est celui des expositions coloniales et globalement des empires coloniaux occidentaux de l'époque moderne.

### Algériens
Le vocable « algérien » découle du nom Algérie, donc d'Alger. Non reconnu par les autorités pendant ses premiers emplois, il devient rapidement un terme d'usage. Les Français arrivés en Algérie se désignent ainsi par conscience identitaire, au moins pour se différencier des autochtones ou plus administrativement indigènes : régime de l'indigénat (1881-1945), service des affaires indigènes nord-africaines (1925-1945), ségrégation sociale, ségrégation raciale. Consciente ou non, cette récupération préfigure ainsi la réflexion de l'algérianisme sur l'identité algérienne.
Le terme d'« Algérien », à partir de 1830-1880, avec ou sans connotation politique, témoigne d'un attachement d'une minorité importée à un "terroir". Le territoire est à la fois ressenti comme neuf (sans passé, sans passif) et comme ancien du fait de son histoire (sélective, surtout antique), en tout cas sans trop se référer aux populations locales anciennes, très majoritaires. « Nous avons jusqu'ici à peu près fait abstraction d'une population native de deux à trois millions d'habitants en possession séculaire d'un immense pays qu'elle féconde depuis des siècles et auquel elle tient par des liens qu'aucune idée cosmopolite ne tend à affaiblir. » (Louis-André Pichon, Alger sous la domination française, 1833)
Le thème de la nouveauté du peuple "algérien" est présent dans l'algérianisme, un peu à la manière de la destinée manifeste de la nation américaine aux États-Unis vers 1845. Le terme "algérien" traduit alors une assimilation d'immigrants principalement d'Europe du Sud : Espagnols (d'abord des Îles Baléares, les Mahonnais), Italiens (Siciliens et Sardes), Maltais, Grecs, Levantins et Français (dont Alsaciens-Lorrains). Les israélites (sous statut de dhimmi) vivent en Algérie depuis plusieurs siècles (histoire des Juifs en Algérie) deviennent en 1870 citoyens français par le décret Crémieux et participent désormais officiellement du melting pot ou creuset algérien. 
On est désormais loin du projet de Napoléon III, après le massacre de Damas (1860) et l'intervention de l'émir Abdelkader en exil, d'un "royaume arabe" en Algérie, assurant « l'égalité parfaite entre indigènes et européens »,, inspiré par Ismaÿl Urbain (1812-1884) (L’Algérie pour les Algériens (1861), L’Algérie française : indigènes et immigrants (1870)), puis Émile Masqueray (1843-1894).
Les années 1830-1850 de la conquête sont réputées d'une « violence exacerbée » (conquête de l'Algérie par la France, enfumades d'Algérie).
Certains parlementaires français appellent certes à une « guerre d'extermination », et les anthropologues discutent de la possibilité d'une extinction de la « population algérienne », comme de toute population autochtone (en territoire colonisé), selon un darwinisme social à la Herbert Spencer. Cependant l'État colonial français, malgré des campagnes violentes de répression et/ou d'intimidation, ne développe pas par la suite de politique d'extermination de la population : histoire sociale de l'Algérie française. La confiscation des terres (d'abord aux tribus en rébellion) permet l'établissement de la colonie de peuplement et les indigènes sont alors vus comme une possible main-d'œuvre pour les colons et l'État.
Les indigènes ne sont alors guère nommés « Algériens », mais plutôt « indigènes », éventuellement « maures », et longtemps soumis au régime de l'indigénat, officiellement en 1881-1945, et effectivement dès 1830 : bureaux arabes (1844), « indigènes protégés français », école indigène, état civil indigène d'Algérie, éducation en Algérie française, ouvroir indigène, Service des affaires indigènes nord-africaines (1925-1945), bain maure (hammam), café maure, mauresque. 
Le rétablissement partiel du makhzen permet une hiérarchie de commandement, avec des relais dans l'ensemble du territoire.
Le Sénatus-consulte du 14 juillet 1865 de l'empereur Napoléon III fixe le statut civique des musulmans (statut juridique des indigènes d'Algérie) : « l'Indigène musulman est français, néanmoins, il continuera à être régi par la loi musulmane. », précisant que les musulmans qui voudraient jouir des droits des citoyens français pourraient le faire sur leur demande en renonçant à leur statut personnel coranique. Or, le renoncement au statut coranique était considéré comme une apostasie.
Pour ces Français non-citoyens, le racisme en France et de France durant la période coloniale est une réalité : discrimination, ségrégation, racialisme, injures racistes contre les personnes originaires d'Afrique du Nord (ou Maghrébins), puis histoire de l'immigration en France...

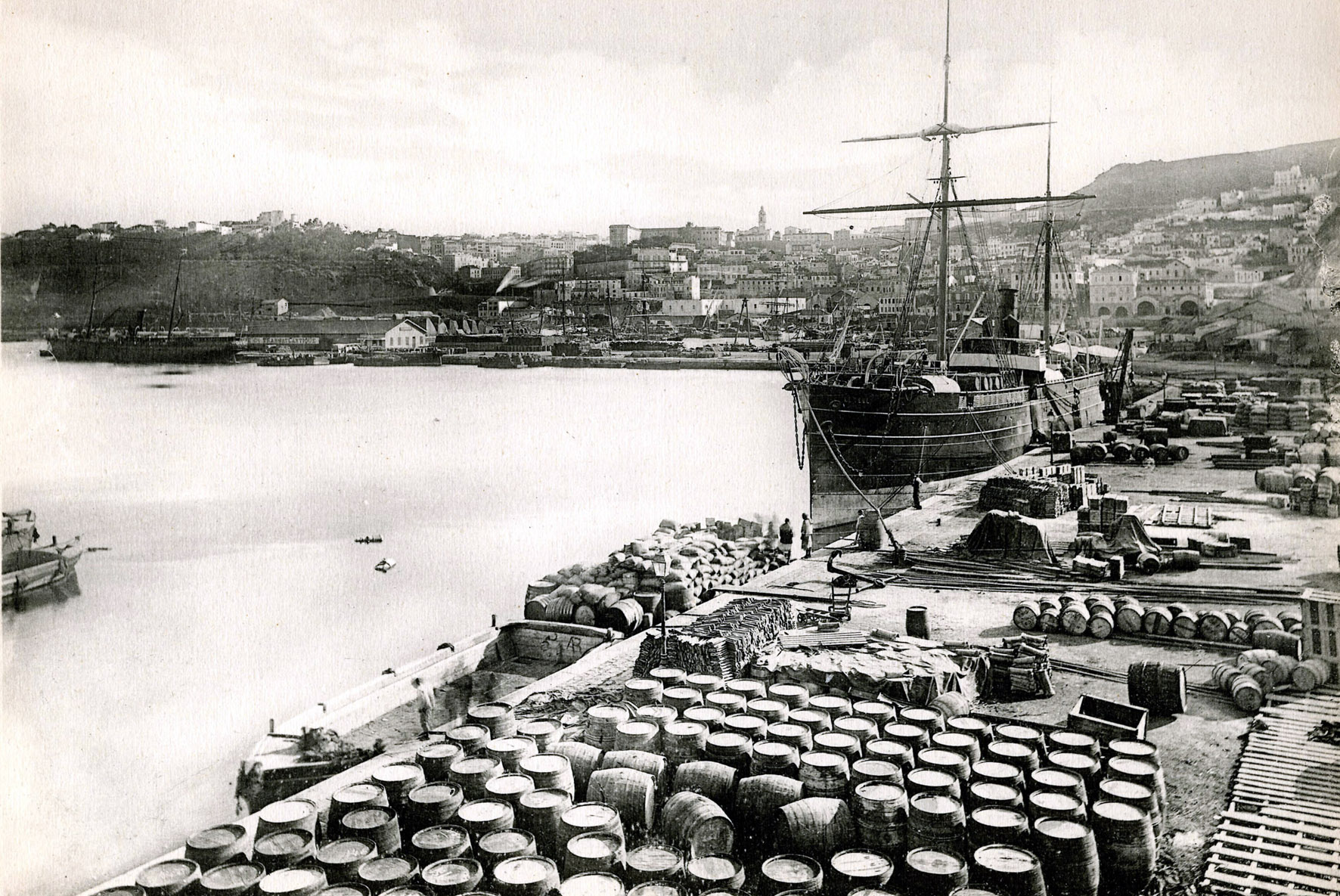
Le port d’Oran au début du XXe siècle

Aux XIXe et XXe siècles, certain progrès social, technique, scientifique, artistique et humain français profite à certaines populations algériennes, selon les options politiques variables, particulièrement dans les tardives sections administratives spécialisées (1955), le tout dans le cadre d'une Algérie coloniale. En 130 ans, des infrastructures sont construites, des domaines agricoles sont établis, des industries sont développées. Des médecins et des enseignants exercent en Algérie. Des historiens (occidentaux), des archéologues et des explorateurs (terme d'époque) arrivent également : Revue africaine (1837-1838) et (1856-1962).

### Mouvement algérianiste
Par-delà les héritages du Moyen-Âge et de la régence d'Alger, l'Algérie possède un patrimoine antique,, tout en étant alors considérée, par les puissances européennes, comme un territoire neuf, à construire et développer, en contexte colonial, au cours de la conquête de l'Algérie par la France (1830-1902).
Les origines du mouvement algérianiste remontent aux années 1900. La première occurrence de l'adjectif dérivé « algérianiste » daterait de 1911, dans Les Algérianistes, écrit par l'algérois Robert Randau, né en 1873 d'une famille de colons. Son premier roman « algérien » intitulé Les Colons, publié en 1907, peut être considéré comme précurseur du mouvement. Ce livre reflète la conception de l'auteur, progressiste et tournée vers l'avenir.
Ce roman est préfacé par Marius-Ary Leblond : « c’est le premier essai de la constitution d’une mentalité algérienne, consciente de sa composition, volontaire, et raffinée ». La question de l'identité algérienne et de son indépendance par rapport à l'identité européenne est posée dès cette citation.
Les écrivains Robert Randau et Jean Pomier font une rencontre amicale. Robert Randau est un temps administrateur colonial. Jean Pomier, né à Toulouse en 1886, emploie le premier le terme « algérianisme » et est considéré comme fondateur du mouvement : il fonde en 1921 l’Association des écrivains algériens ainsi que la revue littéraire Afrique.
En 1921, dans son Anthologie de treize poètes africains ("africains" signifiant ici "algériens"), Robert Randau définit l'algérianisme. Cet écrit peut être considéré comme un manifeste. Le peuple algérien est qualifié de « peuple franco-berbère ». L'influence de la religion diminue alors. Pour Randau et ses amis, ce futur peuple franco-berbère « sera de langue et de civilisation françaises ».

## Orientalisme, régionalisme et passéisme dans le mouvement

### Question de l'orientalisme
En peinture et surtout en littérature, une nouvelle culture se crée.
Depuis 1830, des écrivains visitent Alger, notamment, Théophile Gautier (en 1845 et 1862) et Ernest Feydeau l'été 1866, mais aussi Alphonse Daudet, Pierre Loti, Isabelle Eberhardt. Dans son ouvrage Une Année dans le Sahel, publié en 1859, Eugène Fromentin évoque Alger ; dans Au Soleil (1884), Maupassant décrit la ville ; la nouvelle Mohammed-Fripouille s'y situe également. Il en fait ressortir le charme, faisant dire à un personnage : "Quel pays, mon cher! Comme la vie y est douce! Comme le repos y a quelque chose de particulier, de délicieux! Comme ces nuits-là sont faites pour rêver!".
Alger connaît alors l'esprit orientaliste. 
La création en 1843 de l'École supérieure des beaux-arts d'Alger autorise quelques distances par rapport à l'Europe.
Pourtant, cet orientalisme exotique est jugé superficiel par Jean Pomier, qui dénonce la "triade du palmier, de la mouquère et du chameau". Les algérianistes s'opposent à une vision de l'Algérie stéréotypée produite par des écrivains et des artistes qui n'y vivent pas et qui reprennent des poncifs orientalistes.
La découverte européenne moderne des mondes berbères en Afrique du Nord mène au berbérisme, au mythe kabyle, et au Maroc au dahir berbère de 1930. C'est aussi une légitimisation des colonisés évolués, minorité modèle apte à assimilation culturelle, relevant en cela du diviser pour mieux régner. La crise berbériste des années 1949-1954 témoigne de l'impact d'une telle politique.

### Question du régionalisme
La progressive "constitution d'une mentalité algérienne" permet l'existence du mouvement en art et littérature. Les Colons paru en 1907, Les Algérianistes en 1911, Cassard le Berbère paru en 1926 et Diko, frère de la côte en 1929 sont perçus (par le lectorat franco-algérien) comme « romans de la patrie algérienne ».
Robert Randau réclame une « autonomie esthétique ». Se fondant sur la réalité d'un « peuple en formation », il écrit que « l’Homme est fonction des horizons qui l’entourent ».
Administrateur civil, Robert Randau fait l’essentiel de sa carrière en Afrique subsaharienne : il séjourne à Dakar et Tombouctou, ainsi qu’en Mauritanie saharienne. Son œuvre et son action, qui ne se limitent pas à l’Algérie, expliquent son surnom de « Kipling africain ».

### Rapport au passé
L'écrivain Louis Bertrand, considéré comme précurseur de l'algérianisme, écrit notamment le Sang des races, Devant l’Islam et la série Pépète. En 1900, il quitte l'Algérie, se rend en France métropolitaine et intègre l'Académie française. Il développe la thèse d'une latinité retrouvée après des siècles obscurs, voyant dans la colonisation moderne une réminiscence d’un passé antique, exaltant « les générations mortes ».
Sans renier le passé romain des « Villes d’or », les algérianistes se préoccupent de l'époque contemporaine.
Ainsi, la question du régionalisme, comme de l'orientalisme et du passéisme, est secondaire dans les œuvres algérianistes.

## Écrivains et œuvres algérianistes (avant 1940)
Robert Randau et Jean Pomier comptent parmi les écrivains algérianistes : dans Le Professeur Martin, petit bourgeois d'Alger, Randau montre la vie quotidienne à Alger. Auguste Robinet, dit Musette, écrit les aventures de Cagayous (qui mettent en scène le petit peuple de Bab el-Oued ; ses personnages parlent le pataouète, mélange de castillan, d'occitan, d'espagnol, d'italien et d'arabe). Lucienne Favre évoque la prostitution dans Madame Ahmed. Randau et Abdelkader Fikri publient en 1933 Les Compagnons du jardin, où un aréopage représentatif débat de questions qui agitent la société algérienne.
Louis Lecoq (né à Alger en 1885) et Charles Hagel (né en Algérie en 1882) écrivent ensemble le recueil de nouvelles Broumitche et le Kabyle.
Paul Achard, auteur de L’Homme de mer, saga maltaise (1931), Charles Courtin qui écrivit La Brousse qui mangea l’homme (1929), et René Janon avec Hommes de peine et filles de joie (1936) comptent parmi les auteurs algérianistes. Laurent Ropa écrit le chant de la noria en 1932.
La Seconde Guerre mondiale marque un tournant dans le mouvement, qui s'affaiblit. On peut considérer qu'il a marqué Gabriel Audisio, Albert Camus (Le Malentendu, L'Étranger, et surtout Le Premier Homme) et Emmanuel Roblès. À Stockholm, en recevant son prix Nobel, Camus déclare : « C’est un Français d’Algérie que vous couronnez. » En 1961, Jean Brune publie Cette haine qui ressemble à l'amour.
La guerre de 1954-1962 provoque la fin du mouvement.

## Liste d'écrivains algérianistes
- Auguste Robinet, dit Musette[25] (1862-1930, romancier, Cagayous à la fête (1905), Le Mariage de Cagayous (1905), Cagayous. Le Divorce (1906)
- Xavier Coppolani (1866-1905), administrateur colonial (en Mauritanie occidentale), bon connaisseur des langues, coutumes et religions
- Louis Bertrand (1866-1941), romancier, essayiste, académicien (1925), le Sang des races (1899), Les villes d’or (1920), Jean Perbal (1925)…, Prix Alfred-Née (1940)
- Robert Randau (1873-1950), administrateur colonial, romancier, essayiste, Les colons (1907), Les Algérianistes (1911), Cassard le Berbère, Sur le pavé d'Alger (1937), Le Professeur Martin, petit bourgeois d'Alger (1938)…
- Charles Hagel (1882-1938), employé des postes, poète, romancier, Poèmes (1910), Sic transit (1929), Broumitche et le Kabyle...
- Charles Courtin (1884-1962), administrateur civil, poète, romancier, La brousse qui mangea l'homme. Images de la vie algérienne (1929, Grand prix littéraire de l’Algérie), Au pays de la paresse (1933), Café maure (1939)…
- Louis Lecoq (1885-1932), rédacteur de préfecture, journaliste, critique littéraire, romancier, fondateur de La Revue méditerranéenne, Broumitch et le Kabyle (1920), Sid Ghorab Surcorbeau (1923), Pascualette l'Algérien (1934), Tout liquide suit la pente…
- Jean Pomier (1886-1977), journaliste, poète, critique littéraire, Poèmes pour Alger (1936), Chroniques d'Alger (1910-1957) ou le Temps des algérianistes (1972)…
- Paul Achard (1887-1962), journaliste, dramaturge, scénariste, Nous les chiens (1930), L'homme de mer (1931), Salaouetches (1939)…
- René Janon (1890 ?- 1960 ?)[23], Hommes de peine et filles de joie (1936), Sultans, glaoui and C° (1953)…
- Laurent Ropa (1891-1967)[26],, d’origine maltaise, peintre, poète, enseignant, journaliste, romancier, Le Chant de la noria (1932), Kâline (1936), Notre-Dame-de-la-Vie (1945), Le Jardin de l'Allélik (1950), La Prière à Hippone (1953), Bou-Ras (1960)…
- Lucienne Favre (1894-1958)[27],[28], salonnière, dramaturge, romancière, Bab-el-Oued (1926), Dans la Casbah (1937), Le Bain juif (1939), Mille et un jours, les aventures de la belle Doudjda (1941), Orientale 1930 …
- Jean Brune (1912-1973), journaliste, dramaturge, essayiste, romancier...

## Liste d'auteurs et d'ouvrages orientalistes
L'orientalisme est surtout une école de peinture française (et européenne) des années 1820-1910 : Société des peintres orientalistes français (1893-1948), Société coloniale des artistes français (1908-).
L'algérianisme, d'une certaine façon, hérite de cette forme d'exotisme.
Parmi les écrivains français ayant produit au moins un ouvrage de ce type, en relation avec l'Afrique du Nord :
- Eugène Fromentin (1820-1876), Un été dans le Sahara (1857),  Une année dans le Sahel, journal d'un absent (1858)
- Gustave Flaubert (1821-1880)
- Edmond de Goncourt (1822-1896)
- Jules de Goncourt (1830-1870)
- Alphonse Daudet (1840-1897), pour le personnage de Tartarin de Tarascon, Aventures prodigieuses de Tartarin de Tarascon (1872)
- Guy de Maupassant (1850-1893), Au soleil (1884)
- Pierre Loti (1850-1923)
- Georges Feydeau (1862-1921)
- André Gide (1869-1951)
- Isabelle Eberhardt (1877-1904), etc.

## Les écrivains de l'École d'Alger (après 1930)
L'École d'Alger, d'abord école de peinture, post-orientaliste, s'ouvre à la littérature, après 1930, pour une nouvelle génération (d'écrivains d'origine européenne), dans une nouvelle optique et une nouvelle orientation.
Le libraire Edmond Charlot (1915-2004) en est le moteur et l'éditeur : collections Méditerranéennes, Fontaine, revue Fontaine, etc.
Parmi les auteurs de cette tendance :
- Armand Assus (1892-1977), peintre
- Jean Grenier (1898-1971), philosophe, écrivain
- Gabriel Audisio (1900-1978), directeur de l'Opéra d'Alger
- Jules Roy (1907-2000), Les Chevaux du soleil : Chronique d'Alger (1967-1975)
- Albert Camus (1913-1960), écrits journalistiques, engagements politiques, Noces (1938), L’étranger (1942), L’été (1954), L'Appel pour une Trêve Civile (1956), L’exil et le royaume (1957)
- René-Jean Clot (1913-1997), Fantômes au soleil (1949), Empreintes dans le ciel (1950)
- Sauveur Galliéro (1914-1963), peintre
- Claude de Fréminville (1914-1966), journaliste, écrivain
- Emmanuel Roblès (1914-1997), L’action (1938), Les hauteurs de la ville (1948), Montserrat (1948), Cela s’appelle l’aurore (1952), et les revues Forge et Méditerranée
- Jean Pélégri (1920-2003), Les oliviers de la justice (1959), Le maboul (1963)
- Roger Curel (1923-2006)[29], Les naufragés du Roussillon (1958), La gloire des Muller (1960)
- Marcel Moussy (1924-1995), Le sang chaud (1952), Arcole ou la terre promise (1953), Les mauvais sentiments (1955)
- Jean Sénac (1926-1973)...

## Frères de plume
Parmi les écrivains algériens natifs, il existe également des écrivains relativement assimilationnistes (également critiqués par Ahmed Chenikii), dont
- M’hamed Ben Rahal (1858-1928)[30],[31], premier bachelier indigène en Algérie (1874), cadi, La vengeance du Cheikh (1891)
- Mustapha Allaoua (?-?), Le faux talisman (1893)
- Omar Samar (1870-?) (Zeid Ben Dieb)[32], Ali, ô mon frère (1891), Divagations d’âmes, roman de mœurs mondaines et exotiques (1895)
- Rabah Zenati (1877-1952)[33], instituteur, Bou El Nouar, le jeune algérien[34]
- Abdelkader Hadj Hamou (1891-) (El Arabi ou Abdelkader Fikri)[35], professeur, interprète, Zohra la femme du mineur (1926), Les compagnons du jardin (1930, avec Roger Randau)
- Mohamed Hamouda Bensai (1902-1998)
- Djamila Debèche (1926-2010), Leïla, jeune fille d'Algérie (1947), Aziza (1955)
- Mustapha Allaoua, Mustapha Chabane, Abdelkader Abbas, Athmane Ben Salah...
- Ahmed Bouri (1911-1912), Abdelkader Hadj Hamou (1925), Chukri Khodja (1928), Rabah et Akli Zenati (1943-1945)[36]...